# Aleksandar Berček
Aleksandar Berček (Vrdnik, 4. rujna 1950.) je srbijanski glumac.

## Životopis
Diplomirao je glumu na Akademiji za kazalište, film, radio i televiziju. Ostvario je uloge u preko 40 filmova i u brojnim kazališnim predstavama.
Bio je upravitelj Narodnog kazališta u Beogradu od 21. siječnja 1993. do 10. svibnja 1997. godine.
Godine 1980. je dobio Zlatnu arenu za ulogu Miška u filmu Tko to tamo pjeva. Nagradu Pavle Vuisić koja se dodjeljuje glumcima za životno djelo, dobio je 2001. godine.

## Filmografija
- "Šešir profesora Koste Vujića" (2012.)
- "Ko to tamo peva" kao Miško Krstić (1980.)
- "Bravo maestro" kao Tomo (1978.)
- "Hitler iz našeg sokaka" kao Zaretov sin Pavle (1975.)

## Vanjske poveznice
- Aleksandar Berček na imdb.com